# Ласалл (Іллінойс)
Ласалл (англ. LaSalle) — місто (англ. city) в США, в окрузі Ла-Салл штату Іллінойс. Населення — 9582 особи (2020).

## Географія
Ласалл розташований за координатами 41°21′24″ пн. ш. 89°3′51″ зх. д. / 41.35667° пн. ш. 89.06417° зх. д. (41.356631, -89.064061).  За даними Бюро перепису населення США в 2010 році місто мало площу 30,70 км², з яких 30,45 км² — суходіл та 0,24 км² — водойми. В 2017 році площа становила 33,60 км², з яких 33,31 км² — суходіл та 0,29 км² — водойми.

### Клімат
| Клімат : Ласалл | Клімат : Ласалл | Клімат : Ласалл | Клімат : Ласалл | Клімат : Ласалл | Клімат : Ласалл | Клімат : Ласалл | Клімат : Ласалл | Клімат : Ласалл | Клімат : Ласалл | Клімат : Ласалл | Клімат : Ласалл | Клімат : Ласалл | Клімат : Ласалл |
| Показник | Січ.            | Лют.            | Бер.            | Квіт.           | Трав.           | Черв.           | Лип.            | Серп.           | Вер.            | Жовт.           | Лист.           | Груд.           | Рік             |
| Абсолютний максимум, °C | 18,9            | 22,2            | 28,9            | 32,8            | 35,6            | 38,3            | 40,0            | 39,4            | 36,7            | 32,8            | 26,1            | 21,1            | 40,0            |
| Середній максимум, °C | −1,1            | 2,2             | 8,9             | 16,7            | 22,8            | 27,8            | 29,4            | 28,3            | 25,0            | 17,8            | 9,4             | 1,1             | 15,8            |
| Середній мінімум, °C | −10             | −7,8            | −2,2            | 3,9             | 9,4             | 15,0            | 17,2            | 16,1            | 11,1            | 5,0             | −0,6            | −7,8            | 4,2             |
| Абсолютний мінімум, °C | −32,2           | −29,4           | −22,2           | −10,6           | −3,9            | 2,8             | 5,6             | 4,4             | −2,8            | −8,9            | −15             | −29,4           | −32,2           |
| --- | --------------- | --------------- | --------------- | --------------- | --------------- | --------------- | --------------- | --------------- | --------------- | --------------- | --------------- | --------------- | --------------- |
| Джерело: <La Salle, Illinois Weather= >weather.com (2014). LaSalle, Illinois Weather. LaSalle, Illinois Weather Data. Open Publishing. Процитовано 24 травня 2014. |                 |                 |                 |                 |                 |                 |                 |                 |                 |                 |                 |                 |                 |

## Демографія
Згідно з переписом 2010 року, у місті мешкало 9609 осіб у 3970 домогосподарствах у складі 2389 родин. Густота населення становила 313 особи/км².  Було 4437 помешкань (145/км²).
Расовий склад населення:
| - 89,2 % — білих - 1,7 % — чорних або афроамериканців - 0,9 % — азіатів - 0,3 % — корінних американців - 5,7 % — осіб інших рас |

До двох чи більше рас належало 2,3 %. Частка іспаномовних становила 14,2 % від усіх жителів.
За віковим діапазоном населення розподілялося таким чином: 23,5 % — особи молодші 18 років, 60,8 % — особи у віці 18—64 років, 15,7 % — особи у віці 65 років та старші. Медіана віку мешканця становила 38,4 року. На 100 осіб жіночої статі у місті припадало 101,3 чоловіків;  на 100 жінок у віці від 18 років та старших — 98,4 чоловіків також старших 18 років.
Середній дохід на одне домашнє господарство  становив 53 677 доларів США (медіана — 41 706), а середній дохід на одну сім'ю — 67 224 долари (медіана — 55 176). Медіана доходів становила 43 189 доларів для чоловіків та 28 287 доларів для жінок. За межею бідності перебувало 16,2 % осіб, у тому числі 23,5 % дітей у віці до 18 років та 9,1 % осіб у віці 65 років та старших.
Цивільне працевлаштоване населення становило 4617 осіб. Основні галузі зайнятості: роздрібна торгівля — 19,7 %, виробництво — 17,8 %, освіта, охорона здоров'я та соціальна допомога — 17,6 %.